# Fürstlich Lippisches Gendarmeriekorps

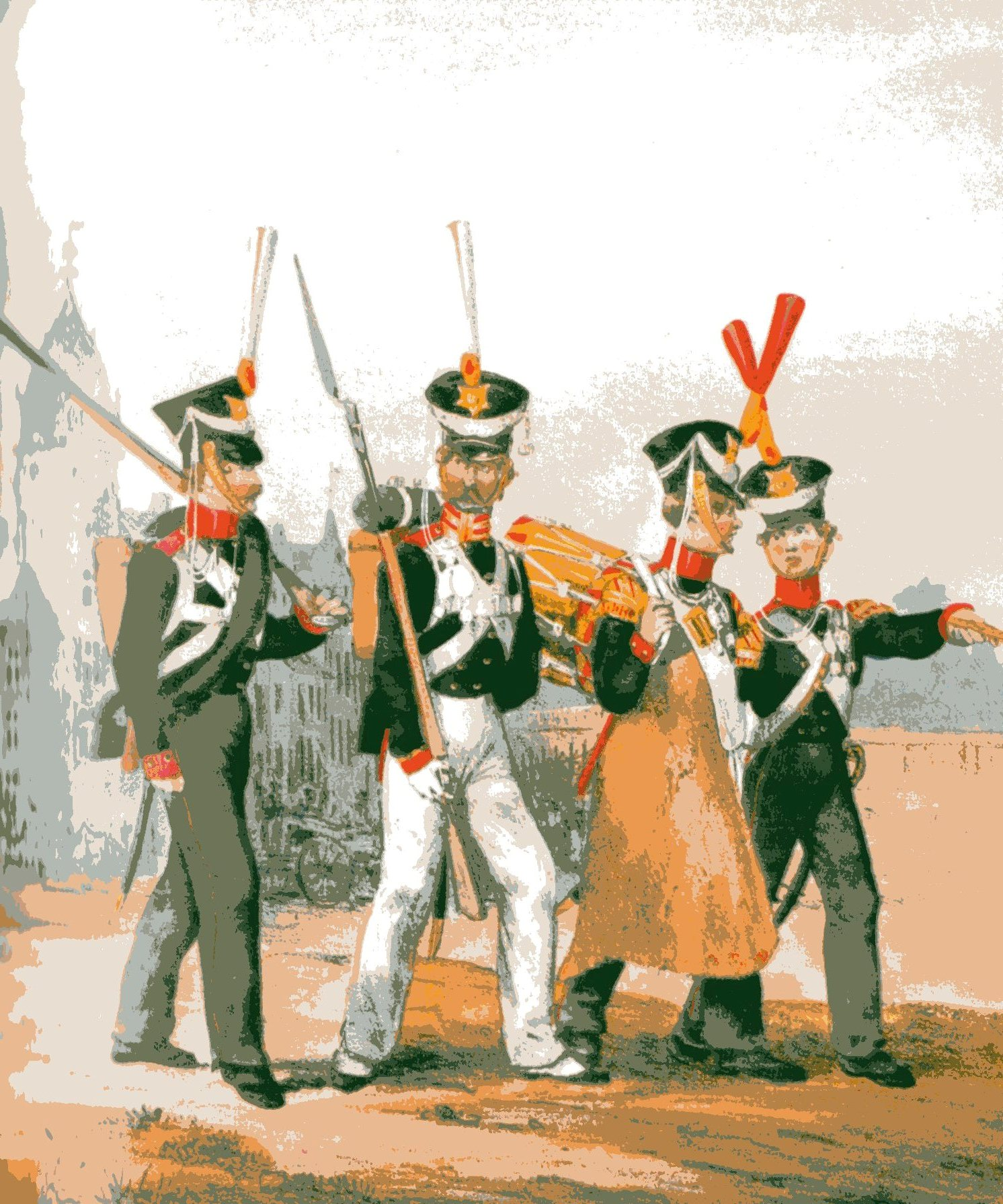
Infanteristen des fürstlich lippischen Militärkontingents des Bundesheeres um 1840. Grünes Kollett, dunkelgraue Winter-, weiße Sommerhosen. Praktisch identisch waren von 1842 bis 1846 die lippischen Schutzwächter (Gendarmerie) uniformiert.

Das Fürstlich Lippische Gendarmeriekorps war von 1842 bis 1918 die Gendarmerie des Fürstentums Lippe (Lippe-Detmold). Das Korps war eine der kleinsten deutschen Staatspolizeien und verfügte zu keinem Zeitpunkt über Berittene.

## Geschichte
Schon während der Regierungszeit der Fürstin Pauline (1802–1820) existierte eine sogenannte Sauvegarde (Französisch: Schutzwache), über die jedoch schon 1912 keine Erkenntnisse mehr vorlagen:
Das mir zur Verfügung gestandene Aktenmaterial reicht leider nur zurück bis zum Jahre 1829, so dass über die zur Zeit der Fürstin Paulina eingerichtete Gendarmerie oder "Sauvegarde" … nichts mehr berichtet werden kann.
Quentin, S. 9
Obwohl die lippischen Ämter und Magistrate schon in den 1820er Jahren um die Wiedereinführung einer Gendarmerie oder Schutzwache gebeten hatten, wurde sie erst 1841 beschlossen. Die neue Schutzwache wurde am 1. Januar 1842 auf Befehl von Fürst Leopold III. aus 16 Korporalen und Soldaten des Bataillons Lippe gebildet, die zwischen 22 und 33 Jahre alt waren. Kommandeur war Hauptmann, später Major Friedrich August Hornhardt (1791–1865), der das Korps von 1842 bis 1862 kommandierte. Die Personalstärke betrug bis 1912 nie mehr als 21 Gendarmen, obwohl der Bevölkerungszuwachs von 1842 bis 1910 gut 50 % betrug. 1846 wurde die Schutzwache in Gendarmerie umbenannt.

## Dienstverhältnisse um 1912
Das Korps war militärisch organisiert und unterstand der Fürstlich Lippischen Regierung, Kommandeur war ein abgeordneter preußischer Offizier. Die Disziplinargewalt oblag dem Kommandeur, die gerichtliche dem jeweiligen Kommandeur des Infanterie-Regiments Graf Bülow in Detmold sowie dem Kommandeur der 13. Division in Münster.
Der Dienstbetrieb war seit 1895 nach preußischem Muster organisiert, die Gendarmen waren außerdem Gehilfen der Fürstlich Lippischen Staatsanwaltschaft.
Der Ersatz des Korps rekrutierte sich aus Unteroffizieren des Militärs. Gefordert wurde eine mindestens siebenjährige Dienstzeit mit "tadelloser Führung". Die Mindestgröße betrug 1,70 m; neben einem kräftigen Körperbau waren auch Schriftgewandtheit und geistige Begabung gefordert. Vorzugsweise sollten geborene Lipper eingestellt werden. Die sechsmonatige Ausbildung erhielten die angehenden Gendarmen durch den Oberwachtmeister in Detmold.
1912 waren die 21 lippischen Gendarmen auf drei Oberwachtmeisterbezirke mit 18 Stationen verteilt:
1. Detmold (Detmold, Lage, Oerlinghausen, Pivitsheide, Schlangen, Horn)
2. Lemgo (Lemgo, Salzuflen, Schötmar, Leopoldshöhe, Hohenhausen, Langeholzhausen und Silixen)
3. Blomberg (Blomberg, Schieder, Rischenau, Barntrup, Bösingfeld)

Aufgrund der geringen Personalstärke waren die Lipper Gendarmen offenbar nie in Brigaden eingeteilt gewesen.

## Uniform
Die Uniform entsprach bei der Gründung des Korps grundsätzlich der des Infanteriekontingents des Fürstentums im Bundesheer, in dem Lippe das 9. Bataillon der Reservedivision stellte. Die lippische Infanterie, deren Ist-Stärke um 1840 nicht mehr als 200 Mann betrug, trug zu diesem Zeitpunkt dunkelgrüne Kolletts mit roten Kragen, graue Hosen und schwarze Tschakos.
Die 1842 aufgestellten ersten, noch als Schutzwächter bezeichneten Gendarmen trugen eine entsprechende Uniform, die allerdings bereits 1845 völlig verändert wurde, indem ein grüner Waffenrock, dunkelgraue Hosen und eine Pickelhaube nach preußischem Muster sowie ein grauer Mantel eingeführt wurde. Auch diese Uniform unterschied sich kaum von der des lippischen Militärs. Der Helm trug als Nationale neben einem Stern die Lippische Rose.
1846 wurde der Begriff Gendarm eingeführt und das Korps den Militärgesetzen unterstellt. Formal galten die Gendarmen als vom Militär abkommandierte Unteroffiziere. Am 6. Februar 1846 erschien eine erste Gendarmerie-Dienstinstruktion, die 19 Paragraphen umfasste.
Vermutlich 1862 wurde die Uniform leicht modifiziert, um die Gendarmen besser von den Unteroffizieren des Militärs unterscheiden zu können. Der Waffenrock erhielt gelbe Knöpfe, goldene Tressen und einen grünen statt einem schwarzen Kragen. Von 1864 bis 1866 wurde erneut, analog zum Militär, ein Tschako modernerer Art eingeführt. 1896 wurde der Infanteriehelm der Armee eingeführt.
1912 wurde, angeblich aus Traditionsgründen, wieder die letzte lippische Füsilieruniform von 1867 eingeführt, zu der auch ein schwarzer Tschako gehörte. Dieser Rückgriff auf die eigene Militärtradition ist in der deutschen Polizeigeschichte vermutlich einmalig und hatte offensichtlich politische Gründe, um die Eigenständigkeit des Fürstentums gegenüber Preußen zu demonstrieren.
Farbige Abbildungen der Uniformen wurden von dem Porträtmaler Bruno Wittenstein (1876–1968) angefertigt und 1912 bei Quentin reproduziert.

## Bewaffnung
Die erste Ausrüstung 1842 bestand aus Säbeln und Steinschlossgewehren, die noch aus französischen Beständen stammten. Noch im Laufe des Jahres 1842 wurden die Säbel durch Hirschfänger ersetzt, 1843 die veralteten Steinschlossgewehre durch Perkussionsgewehre. 1877 wurde letzteres durch eine Lefauché-Doppelbüchsflinte ersetzt und 1910 der Karabiner 88 eingeführt. 1893 wurde die Bewaffnung durch den Armeerevolver ergänzt. 1910 erhielten die Gendarmen einen Schleppsäbel.

## Kommandeure von 1842 bis 1912
- Hauptmann/Major Friedrich August Hornhardt (1842–1862)
- Major Friedrich Kellner (1863–1867)
- Hauptmann Conrad Cronemeyer (1867–1874)
- Major Karl Großkopf (1874–1893), ab 1879 mit dem Charakter eines preußischen Oberstleutnants
- Major Richard Wasserschleben (1893–1897)
- Hauptmann, später Major und Oberstleutnant Richard Quentin (1897–?, mindestens bis 1912)

## Auflösung
Aufgrund der Novemberrevolution dankte Fürst Leopold IV. am 12. November 1918 ab. Ob das Korps im nunmehrigen Freistaat Lippe noch bis 1936 als Gendarmerie oder (nach preußischem Vorbild) als Landjägerei organisiert war, ist unklar.